# سوارکار روی بام
سوارکار روی بام (فرانسوی: Le hussard sur le toit‎) فیلمی به کارگردانی ژان پل راپنو است که در سال ۱۹۹۵ منتشر شد. از بازیگران آن می‌توان به ژولیت بینوش، اولیور مارتینز، ژرار دوپاردیو و یولاند مورو اشاره کرد.